# South Sea Love
South Sea Love er en amerikansk stumfilm fra 1923 af David Selman.

## Medvirkende
- Shirley Mason som Dolores Medina
- J. Frank Glendon som Gerald Wilton
- Francis McDonald som Manuel Salarno
- Lillian Nicholson som Maria
- Charles A. Sellon som Medina
- Fred Lancaster
- Robert Conville som Stubbs